# NI Multisim
NI Multisim (previamente llamado como MultiSIM) es un capturador de esquemas electrónicos y programa de simulación que, junto con NI Ultiboard forma parte de un conjunto de programas de diseño de circuitos. Multisim es uno de los pocos programas de diseño de circuitos que utiliza el software de simulación original de Berkeley basado en SPICE. Multisim fue creado en un principio por la empresa Electronics Workbench Group, que actualmente es una división de National Instruments . Multisim incluye simulación de microcontrolador (conocido anteriormente como MultiMCU), además de funciones implementadas para la importación y exportación al software de diseño de placas de circuito impreso en la suite, NI Ultiboard .
Multisim e ampliamente utilizado en los sectores académicos y la industria para la educación de circuitos, el diseño de esquemas electrónicos y la simulación SPICE.

## Historia
Anteriormente Multisim era llamado como Electronics Workbench y fue creado por en ese entonces la empresa Interactive Image Technologies. En ese momento era principalmente usado como una herramienta educativa para enseñar programas de técnico en electrónica e ingeniería electrónica en colegios y universidades. National Instruments ha mantenido ese legado educacional, con una versión específica de Multisim con características desarrolladas para la enseñanza de la electrónica.
En 1999, Multisim fue integrado con Ultiboard después de que su empresa original emergiera con Ultimate Technology, una empresa de software de diseño de PCB.
En 2005, Interactive Image Technologies fue adquirida por National Instruments  Electronics Workbench Group y Multisim fue renombrada como NI Multisim.

## Precios
| Edición           | Precio |
| ----------------- | ------ |
| Poder profesional | $4591  |
| Lleno             | $2800  |
| Base              | $ 1773 |
| Educación         | $628   |